# Marron d'Inde
Ne doit pas être confondu avec Marron (fruit).
Pour les articles homonymes, voir Marron.

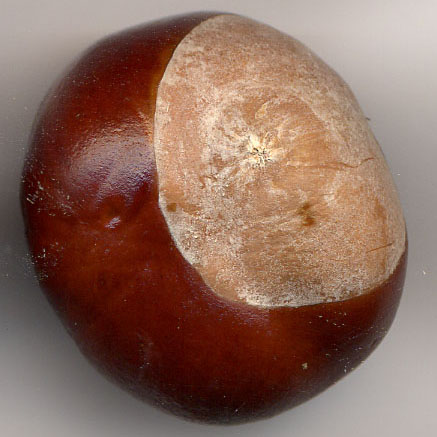
Le marron d’Inde est en fait la graine.

Le marron d’Inde ou marron est la graine non comestible du marronnier commun (Aesculus hippocastanum). 
Cette graine est contenue dans une capsule loculicide épineuse où elle est le plus souvent seule et sphérique. Son tégument est lisse et brillant sur toute la surface sauf au niveau du hile. Faiblement toxique elle est riche en saponines, comme l'aescine, qui peuvent provoquer des vomissements ou des troubles gastro-intestinaux comme la diarrhée. Elle est utilisée pour ses propriétés, notamment dans la préparation des toniques veineux.
Cette graine ne doit pas être confondue avec le marron comestible, une grosse châtaigne, fruit du châtaignier.

## Description botanique
Le marronnier d'Inde, arbre de la famille des Sapindaceae, donne un fruit sec déhiscent. Sa paroi est une capsule épineuse, appelée bogue. Le marron d'Inde est en réalité le nom donné à la graine contenue dans cette capsule, et qui ressemble beaucoup à la châtaigne. La capsule du fruit du marronnier contient trois loges et s'ouvre par trois fentes de déhiscence. Chaque loge contient deux ovules mais un seul se développe en graine. La lourde graine ou le fruit tombe au pied de l’arbre généralement par simple gravité (barochorie). Imperméable à l’air le tégument lisse et brillant inhibe la germination (inhibition tégumentaire). La graine ne survit pas à la dessiccation (graine récalcitrante).

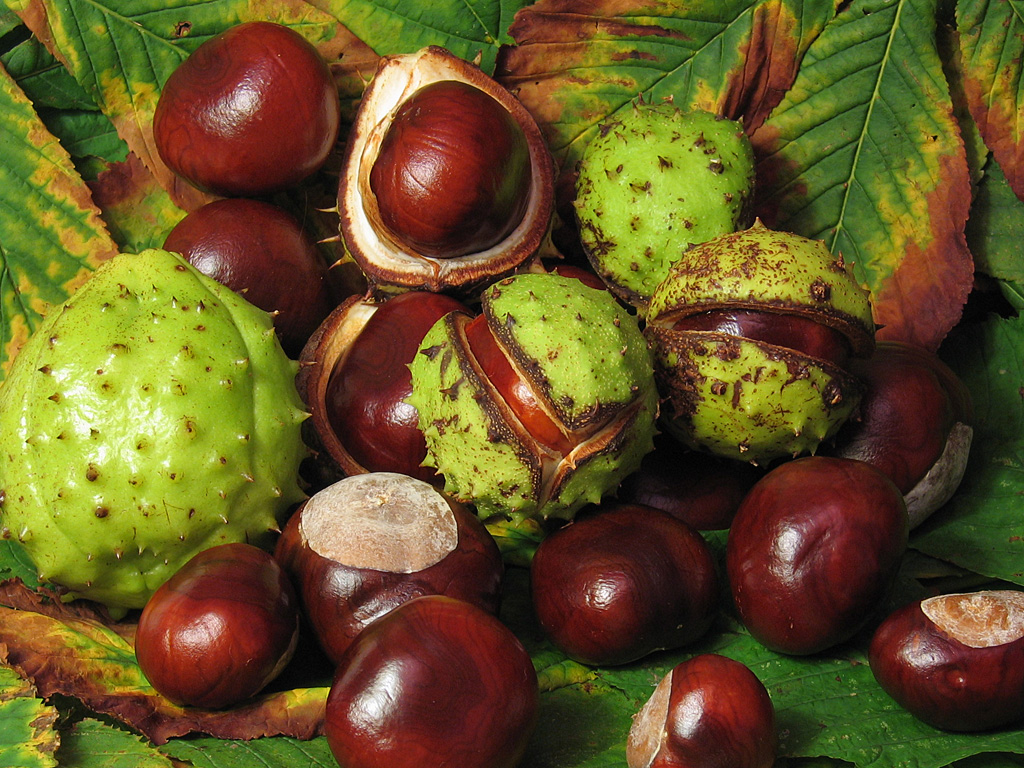
Marrons d'Inde
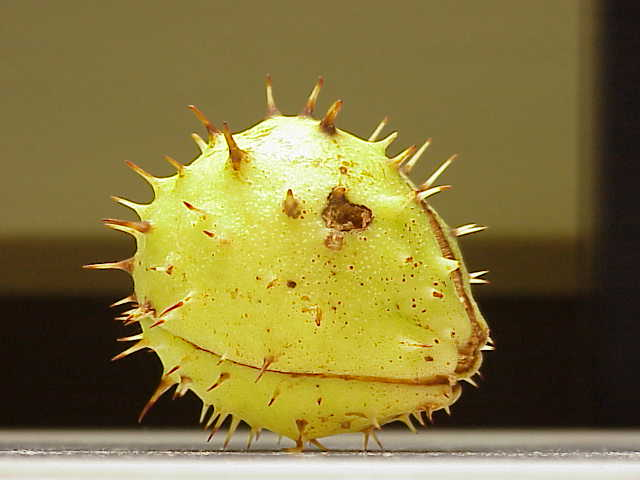
Capsule
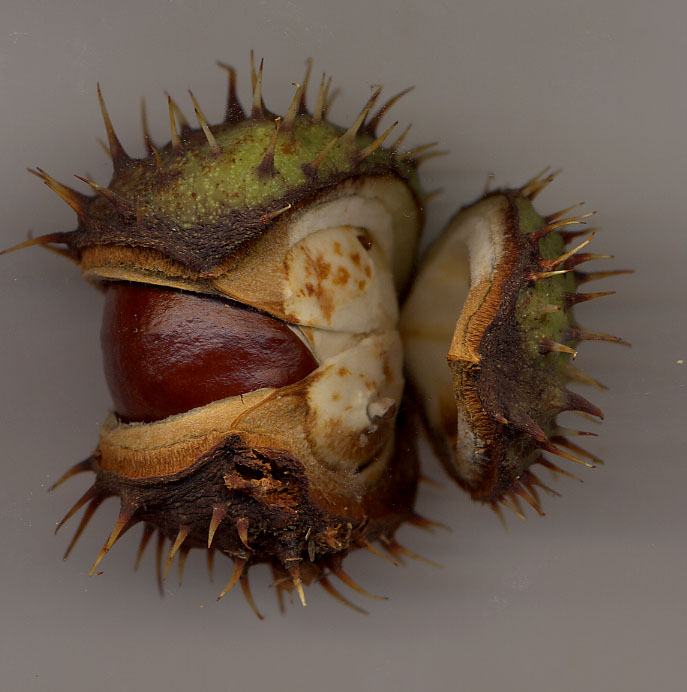
Fruit de marronnier en train de s'ouvrir par trois valves
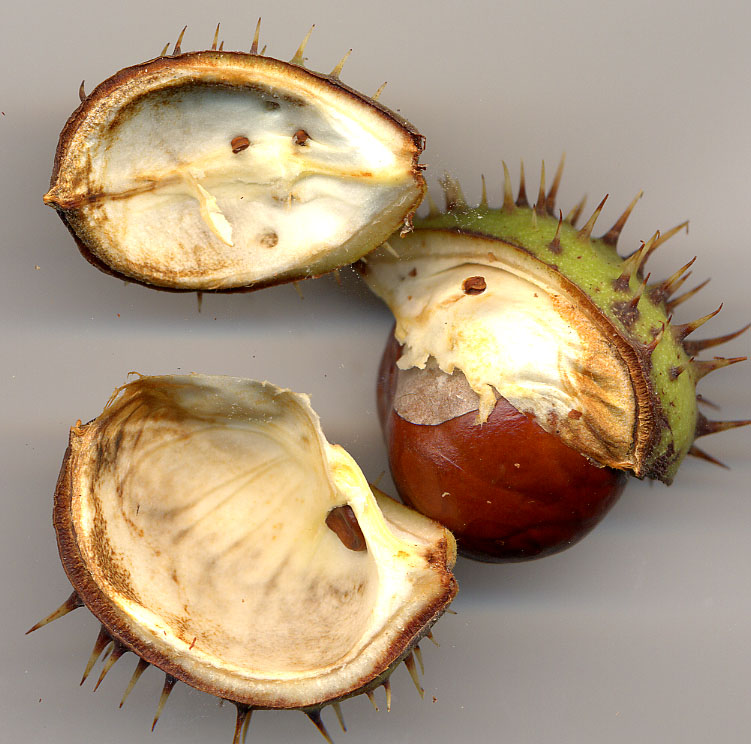
Fruit de marronnier ouvert ; les graines avortées sont visibles à l'intérieur des valves

## Histoire et utilisation ornementale
Le marronnier d'Inde, originaire des Balkans, fut répandu en Europe occidentale au XVIIe siècle et tire son nom de la ressemblance de ses graines avec les marrons (de l'italien marrone), nom jusqu'alors utilisé pour désigner de grosses châtaignes.
Il existe des variétés qui ne fructifient pas afin d'éviter le désagrément que peuvent causer les fruits qui tombent, notamment dans le cas d'arbres d'alignement. Ce sont des variétés qui fleurissent au printemps de fleurs blanchâtres rosées.

## Utilisations thérapeutiques
L'extrait de marron d'Inde est utilisé pour ses propriétés veinotropes (tonique veineux) notamment pour lutter contre les hémorroïdes. L'effet serait dû, au moins en partie, à l'aescine.
L’extrait de marron d'Inde est aussi proposé afin de faire disparaître les cernes sous les yeux : par son effet tonique, il décongestionne les tissus, permet la résorption œdémateuse et diminue l’apparence bleue de la peau.
D'autres indications sont l'insuffisance veineuse des membres inférieurs telle que les jambes lourdes ou les petits hématomes.[citation nécessaire]